# Nailly
Nailly är en kommun i departementet Yonne i regionen Bourgogne-Franche-Comté i norra Frankrike. Kommunen ligger i kantonen Sens-Ouest som tillhör arrondissementet Sens. År 2022 hade Nailly 1 329 invånare.

## Befolkningsutveckling
Antalet invånare i kommunen Nailly
| Referens: INSEE |